# Manoir de Haubourg
Le manoir de Haubourg est une demeure, du XVIIe siècle, qui se dresse, dans le Cotentin, sur le territoire de l'ancienne commune française de Saint-Côme-du-Mont, dans le département de la Manche, en région Normandie. L'édifice est partiellement inscrit au titre des monuments historiques.

## Localisation
Le manoir est situé à 1 kilomètre au sud-ouest de l'église Saint-Côme-et-Saint-Damien de Saint-Côme-du-Mont, au sein de la commune nouvelle de Carentan-les-Marais, dans le département français de la Manche.

## Historique
Le manoir est bâti en 1632 pour un avocat de Carentan, Léonard Rouxelin. Il passe par héritage aux Le Forestier d'Osseville et est vendu à la Révolution. Depuis la fin du XIXe siècle il a connu de nombreux propriétaires.

## Description
Le manoir de Haubourg, se présente sous la forme d'un corps de logis rectangulaire flanqué de deux étroits pavillons saillants qui s'éclairent par des fenêtres étroites. Sa façade de style encore Renaissance et orné de minces pilastres et de motifs en damier.
La charretterie comporte trois arches en plein cintre reposant sur des colonnes.
On accède au domaine par une porte charretière.

## Protection
Les façades et toitures du logis et de l'ensemble des communs, ainsi que le mur les reliant et fermant la cour du sud-est ; l'escalier en vis avec sa cage d'escalier ; la cheminée de la grande salle du rez-de-chaussée ; la cheminée de la salle de l'entresol ; la cheminée de la chambre sud-est, à l'entresol, avec sa toile et la cheminée de la chambre nord-ouest, à l'étage, avec son décor peint sont inscrits au titre des monuments historiques par arrêté du 27 mai 1986.